# Îngerul de la fereastra dinspre apus
Îngerul de la fereastra dinspre apus (titlu originar în germană Der Engel vom westlichen Fenster) este un roman de ficțiune ciudată scris în 1927 de autorul austriac Gustav Meyrink. Romanul este impregnat de imagini și idei alchimice, hermetice, oculte și mistice, care împletesc viața magului elisabetan Dr. John Dee cu cea a unui descendent modern fictiv, baronul Mueller.
Povestea este narată de baronul Mueller, un austriac de origine britanică care trăiește în Austria la începutul secolului al XX-lea.

## Rezumat
La începutul romanului, Mueller primește bunurile unui văr, John Roger, care a decedat recent. Printre acestea găsește jurnalul personal al lui John Dee, magul, astrologul și alchimistul elisabetan care a servit la curtea reginei Elisabeta I și a fost un strămoș atât al lui Roger, cât și al baronului.
În timp ce baronul citește jurnalele, care tratează descoperirea destinului său special de mag de către Dee, eforturile sale de a găsi secretul nemuririi conținut în Piatra filozofală și de a ghida viitorul Angliei și conversațiile sale cu Îngerul Verde prin intermediul șarlatanului Edward Kelley, își dă seama nu numai că este un descendent al lui Dee, dar și că ar putea fi chiar spiritul reîncarnat al lui Dee însuși.
Baronul începe să suspecteze că diversele persoane din jurul său sunt, de asemenea, spiritele reîncarnate ale celor care au jucat un rol crucial în aventurile lui Dee - menajera sa ar putea fi soția lui Dee, Jane, cunoștința sa de origine rusă, Lipotin, ar putea fi misteriosul moscovit Mascee din secolul al XVI-lea etc. 
Mueller se trezește gardianul suliței lui Hywel Dda, o altă fostă posesiune a strămoșului său și parte a misiunii de a împiedica figura asemănătoare unui succubus a lui Isaïs cea Neagră să preia controlul asupra ei, completând astfel munca pe care Dee a reușit doar parțial să o realizeze.
La sfârșitul cărții, Mueller o învinge pe Isaïs în forma ei de prințesă de Shotokalungin și devine un Om al Trandafirului, parte a unui grup de oameni care au devenit nemuritori prin străduințele lor spirituale, a căror sarcină este de a ajuta omenirea să se dezvolte și să crească (un concept similar cu cel al maeștrilor ascensionați sau al Șefilor Secreți).

## Teme majore
Meyrink împletește cele două narațiuni într-o explorare complexă și multistratificată a numeroase idei oculte și ezoterice: reîncarnare, alchimie, hierogamie, păgânism și creștinism, tantră, ghicire, despre medium și căutarea transcendenței umane și a nemuririi.
Extrem de complex, adesea confuz, dar și extrem de atmosferic, Îngerul de la fereastra dinspre apus ar putea fi descris ca un thriller ocult, care combină melodrama și elemente de horror gotic cu explorarea unora dintre cele mai profunde mistere oculte și ezoterice ale sufletului uman.
Îngerul de la fereastra dinspre apus este ultimul roman scris de Meyrink înainte de moartea sa. Romanul este considerat, dacă nu cea mai faimoasă lucrare a sa (o afirmație făcută de obicei pentru romanul său anterior, Golem), cu siguranță cea mai ambițioasă și complexă lucrare a sa.

## Traduceri în limba română
Traducerea în limba română a fost realizată de Gina Argintescu-Amza (Editura Nemira, Colecția Babel)
- Îngerul de la fereastra dinspre apus, Editura Nemira, Colecția Babel, 2001, ISBN 973-569-471-9, copertă dură[4]
- Îngerul de la fereastra dinspre apus, Editura Nemira, Colecția Babel, 2001, ISBN 973-569-571-9, copertă broșată[5]